# 羅恩·華盛頓
羅納德·華盛頓（英語： Ronald Washington，1952年4月29日—），美國棒球運動員，出生於伊利諾州皮奧里亞。身為球員的期間，主要擔任游擊手並曾經在洛杉磯道奇、明尼蘇達雙城、巴爾的摩金鶯、克里夫蘭印地安人及休士頓太空人打過球。從球員退役後，於1996年至2006年擔任運動家隊三壘教練，2007年至2014年9月5日出任德州遊騎兵隊總教練，2016年至2023年10月擔任亞特蘭大勇士三壘教練，2023年11月起接任洛杉磯天使總教練。

## 總教練生涯
2007年接替Buck Showalter接任遊騎兵總教練以75勝87敗拿下美國聯盟西區第四，2008年和2009年戰績有所提升以79勝83敗跟87勝75第二名作收，在2009年球季結束以後，遊騎兵將Kevin Millwood交易至巴爾的摩金鶯，並且在自由市場簽下Colby Lewis、理查·哈登和弗拉迪米爾·葛雷諾。
在2010年4月球季開始，遊騎兵團隊有高達0.500的打擊率，在6月的戰績是優異的21勝6敗。6月30日，遊騎兵從舊金山巨人交易Bengie Molina；7月9日，以7名球員包括Justin Smoak從西雅圖水手交易來賽揚獎得主克里夫·李及右投手Mark Lowe；7月29日從佛羅里達馬林魚交易Jorge Cantú；7月31日從華盛頓國民交易Cristian Guzmán。這些交易和補強幫助遊騎兵在9月25日贏得美國聯盟西區冠軍，至從1999年以後再次進入季後賽。在2010年美國聯盟分區賽遊騎兵的對手為坦帕灣光芒，最後是以3勝2敗淘汰光芒，也是隊史50年來第1次贏得季後賽系列賽。在2010年美國聯盟冠軍賽的對手為紐約洋基，最後在6場比賽中，遊騎兵以4勝2敗獲得美國聯盟冠軍，這也是隊史成軍以來的第1座冠軍，並且第1次進入世界大賽。喬許·漢米爾頓獲得美國聯盟MVP。遊騎兵在2010年世界大賽的對手為舊金山巨人，但是在世界大賽只獲得1勝（4敗），最後輸掉比賽而無緣拿下隊史第1個世界大賽冠軍。也是遊騎兵隊史最好的成績。
2011年，遊騎兵挾持著前一年獲得美國聯盟冠軍並打進世界大賽的氣勢，在這一年也以96勝66敗的成績連續兩年獲得美聯西區冠軍。在美聯分區賽遊騎兵的對手為在球季最後一天比賽獲得外卡資格的坦帕灣光芒，這也是遊騎兵連續兩年在季後賽第一輪都遇到同樣的對手，不同的是這次有主場優勢。在第1場比賽中遊騎兵意外的被光芒的新人投手麥特·摩爾給擊敗，不過接下來遊騎兵連續贏得3場比賽，將光芒給淘汰並順利晉級美聯冠軍賽。在美聯冠軍賽遊騎兵的對手是底特律老虎，10月15日第6場的比賽中，遊騎兵以大比數15：5擊敗老虎，連續兩年順利獲得美聯冠軍並晉級世界大賽。遊騎兵在世界大賽的對手是演出驚奇的聖路易紅雀，這個系列賽遊騎兵最關鍵的是在第6場比賽，在這場比賽之的5場比賽中，遊騎兵已取得3勝2敗的聽牌優勢，第6場比賽獲勝即可獲得世界大賽冠軍，但是在這場比賽的9局上遊騎兵以7：5領先紅雀時，在2出局及2好球的情況下，再1個好球即可獲得隊史第一個世界大賽冠軍，但是這個好球卻被大衛·佛里斯擊出三壘安打，讓壘上兩名跑者都回來得分追平比數，雖然遊騎兵在延長10局上獲得2分，還有機會獲勝，但救援投手還是守不住領先被追平，並且在11局下被紅雀給再見安打輸掉比賽，最後的第7場比賽雖然遊騎兵一開始取得領先，但後來仍像洩了氣的皮球般被逆轉而無緣拿下冠軍。
2012年1月，遊騎兵隊以6年5600萬元美金外加簽約金400萬、激勵獎金，合約總額6000萬美金，加上以5170萬美元創下日本職棒球員透過入札制度赴美競標金紀錄，獲得達比修有的加盟。從季初開始遊騎兵就以優異的成績一直穩坐美聯西區領先的位置，且有機會以美聯第一種子身份進入季後賽，但是在季中由於奧克蘭運動家的崛起，一直縮小跟遊騎兵之間的勝場差（最大勝場差曾達到13場），最後在球季的最後一個跟運動家的系列賽，遊騎兵意外的被橫掃輸掉系列賽，也輸掉美聯西區的冠軍，而必須跟巴爾的摩金鶯打1場決定是否晉級的美聯外卡驟死戰。有對戰優勢的遊騎兵獲得主場優勢，並且派出季末表現優異的達比修有。不過受到金鶯投手的壓制，遊騎兵全場只獲得1分，最後意外的被金鶯給淘汰，無緣繼續衛冕美聯冠軍及挑戰世界大賽。
遊騎兵則是4年來首度與季後賽無緣，他們在2010與11年連續奪下美聯冠軍後，去年卻在球季最後1天丟掉分區王座，最終在外卡驟死賽中遭淘汰，今年則是必須加賽搶外卡。遊騎兵先發投手Martin Perez一開賽前4名打者都無法解決，雖然最後只被高飛犧牲打打下1分，但3局上遭Longoria的2分砲轟炸，最終主投5.1局失3分吞敗。遊騎兵雖然在3、6局下各搶1分，但6局上被Longoria與David DeJesus的二壘安打打下1分後，9局上又因為投手Tanner Scheppers的傳球失誤再丟1分，始終無法縮小差距，以3分之差飲恨。
美國時間2014年9月5日，羅恩·華盛頓辭去德州遊騎兵隊的總教練職務，剩下的球季由汀·伯格(Tim Bogar)暫代。華盛頓擔任德州遊騎兵隊有8個球季，期間有664勝611敗的成績，並且帶領德州遊騎兵隊在2010及2011年，連續2年拿下美國聯盟冠軍。
奧克蘭運動家25日作出一項人事異動，開除原先的三壘教練Mike Gallego，讓5月回鍋的華盛頓重操舊業。

## 總教練成績
| 球隊       | 年度       | 正規賽 | 正規賽 | 正規賽 | 正規賽      | 季後賽 | 季後賽 | 季後賽 | 季後賽         |
| 球隊       | 年度       | 勝     | 敗     | 勝率   | 排名        | 勝     | 敗     | 勝率   | 備註           |
| ---------- | ---------- | ------ | ------ | ------ | ----------- | ------ | ------ | ------ | -------------- |
| 遊騎兵     | 2007       | 75     | 87     | .463   | 美聯西區第4 | -      | -      | .---   |                |
| 遊騎兵     | 2008       | 79     | 83     | .488   | 美聯西區第2 | -      | -      | .---   |                |
| 遊騎兵     | 2009       | 87     | 75     | .537   | 美聯西區第2 | -      | -      | .---   |                |
| 遊騎兵     | 2010       | 95     | 67     | .586   | 美聯西區第1 | 8      | 8      | .500   | 輸掉世界大賽   |
| 遊騎兵     | 2011       | 96     | 66     | .593   | 美聯西區第1 | 10     | 7      | .700   | 輸掉世界大賽   |
| 遊騎兵     | 2012       | 93     | 69     | .593   | 美聯西區第2 | 0      | 1      | .000   | 輸掉外卡晉級賽 |
| 遊騎兵     | 2013       | 91     | 71     | .562   | 美聯西區第2 | --     | --     | .---   |                |
| 遊騎兵     | 2014       | 53     | 87     | .379   | 美聯西區第5 | -      | -      | .---   | 辭職           |
| 遊騎兵合計 | 遊騎兵合計 | 669    | 605    | .525   |             | 18     | 16     | .529   |                |
| 天使       | 2024       | 63     | 99     | .389   | 美聯西區第5 | -      | -      | .---   |                |
| 天使合計   | 天使合計   | 63     | 99     | .389   |             | 0      | 0      | .000   |                |
| 合計       | 合計       | 727    | 710    | .506   |             | 18     | 16     | .529   |                |

## 外部連結
| 前任： 巴克·修沃爾特 | 德州遊騎兵總教練 2007-2014 | 繼任： 汀·伯格 |
| 前任： 菲爾·奈文     | 洛杉磯天使總教練 2024-至今 | 繼任： 現任    |